# Vadodara (distrikt)
Vadodara är ett distrikt i Indien.   Det ligger i delstaten Gujarat, i den västra delen av landet, 800 km sydväst om huvudstaden New Delhi. Antalet invånare är 4 165 626.
Följande samhällen finns i Vadodara:
- Vadodara
- Dabhoi
- Padra
- Karjan
- Chhota Udepur
- Sāvli
- Vāghodia
- Sankheda
- Sinor
- Kawant
- Jetpur
- Jarod